# Giorgione Calcio 1997-1998
Questa voce raccoglie le informazioni riguardanti il Giorgione Calcio nelle competizioni ufficiali della stagione 1997-1998.

## Rosa
| N. |                   | Ruolo | Calciatore           |
| -- | ----------------- | ----- | -------------------- |
|    | Italia (bandiera) | A     | Eddy Baggio (II)     |
|    | Italia (bandiera) | D     | Guido Belardinelli   |
|    | Italia (bandiera) | A     | Gianfranco Campioli  |
|    | Italia (bandiera) | D     | Alessandro Cartini   |
|    | Italia (bandiera) | C     | Mauro Conte          |
|    | Italia (bandiera) | A     | Massimo Dalle Nogare |
|    | Italia (bandiera) | C     | Stefano Daniel       |
|    | Italia (bandiera) | D     | Manuel Favaro        |
|    | Italia (bandiera) | P     | Marco Fortin         |

| N. |                   | Ruolo | Calciatore          |
| -- | ----------------- | ----- | ------------------- |
|    | Italia (bandiera) | D     | Simone Groppi       |
|    | Italia (bandiera) | C     | Giuseppe Labadessa  |
|    | Italia (bandiera) | C     | Salvatore Mantovani |
|    | Italia (bandiera) | D     | Carlo Marchetto     |
|    | Italia (bandiera) | D     | Tommaso Movilli     |
|    | Italia (bandiera) | D     | Massimiliano Ossari |
|    | Italia (bandiera) | A     | Dario Tollardo      |
|    | Italia (bandiera) | A     | Saimon Zalla        |
|    | Italia (bandiera) | C     | Andrea Zanotto      |